# Orthonama vinosata
Orthonama vinosata är en fjärilsart som beskrevs av Louis Beethoven Prout 1910. Orthonama vinosata ingår i släktet Orthonama och familjen mätare. Inga underarter finns listade i Catalogue of Life.